# فم الحيروث
فم الحيروث (بالعبرية: פִּי החִירֹת) هو رابع محطات خروج بني إسرائيل من مصر حسب سفر الخروج في العهد القديم. حيث يذكر سفر الخروج أنها منطقة بَيْنَ مَجْدَلَ وَالبَحْرِ الأحمر، أَمَامَ بَعْلَ صَفُونَ. وهو آخر مكان خيّم فيه الإسرائيليون قبل عبور البحر الأحمر، فبعدما خيّموا في إيثام أمر الرب موسى «أَنْ يَرْجِعُوا وَيَنْزِلُوا أَمَامَ فَمِ الْحِيرُوثِ بَيْنَ مَجْدَلَ وَالْبَحْرِ، أَمَامَ بَعْلَ صَفُونَ». (سفر الخروج 14:1، 2). وكانت فم الحيروث قربية جدا للبحر الأحمر، ولم يكن هناك أي طريق للهروب من جيش فرعون، وهنالك ضرب موسى عصاه وشق البحر وعبر للجهة الأخرى.